# Người Việt tại Lào
Cộng đồng người Việt Nam tại Lào tương đối đông đảo với khoảng 30–40.000 người và còn đang tăng lên. Do vị trí địa lý gần gũi cũng như từng là thuộc địa của Pháp nên Việt Nam và Lào đã có lịch sử di dân lâu đời qua lại hai quốc gia.
Vì lịch sử lâu dài nên cộng đồng này cũng còn gọi là người Lào gốc Việt

## Lịch sử hình thành
| Số liệu người Việt tại Lào | Số liệu người Việt tại Lào |
| Năm                        | Dân số                     |
| -------------------------- | -------------------------- |
| 1912                       | 4.000                      |
| 1925                       | 14.000                     |
| 1932                       | 22.600                     |
| 1943                       | 44.500                     |
| 1980                       | 18.000                     |
| 2005                       | 20.000                     |
| 2015                       | 30.000                     |

### Thời Pháp thuộc
Tuy từ Việt Nam sang Lào không xa vì hai nước tiếp giáp nhau nhưng về địa lý với dãy Trường Sơn cách ngăn, nước Lào phía lưu vực sông Mê Kông gần như vắng bóng người Việt sinh sống cho mãi đến thời Pháp thuộc khi Lào bị gom vào làm một trong sáu xứ của Liên bang Đông Dương. Theo tường trình của RFA thì ngôi làng cổ nhất của người Việt trên đất Lào là Bản Xieng Wang, thành lập năm 1892, ngay bên bờ sông Mê Kông phía nam Thakhek. Làng này do Đặng Văn Phèng từ Quảng Bình trốn sang Lào sinh sống vì bị truy nã sau khi tham gia phong trào chống Pháp của Phan Bội Châu.
Năm 1912 chính phủ Liên bang Đông Dương ghi nhận có 3.400 người Việt trên lãnh thổ Lào. Sang thập niên 1920 khi hoàn tất ba con đường xa lộ vượt Trường Sơn nối Lào và Việt Nam thì việc di cư sang Lào dễ dàng hơn. Đến năm 1925 thì số lượng người Việt là 14.000 và tăng lên thành 22.600 vào năm 1932.
Chính giới thực dân Pháp lúc bấy giờ chủ trương đưa người Việt sang Lào để phục vụ trong guồng máy cai trị làm công chức, chiếm lấy những chức vụ thấp vào đầu thế kỷ 20. Ngoài ra người Việt còn làm thợ máy, thợ mộc. Các ngạch công chức thấp tại Lào có đến 54% là người Việt. Người Lào vốn thích cuộc sống yên bình, tránh cảnh bon chen đã rút về miền quê, khiến tỷ lệ người Việt chiếm phần đa số ở những thị trấn chính trên đất Lào. Tính đến năm 1937 ngay tại thủ phủ Viêng Chăn có 12.400 người Việt trong khi người Lào đếm được 9.570 người.
Đến đầu thập niên 1940 tình trạng này cũng bắt gặp ở Savannakhet (72% cư dân là người Việt) và Thakhek (85%). Hiện tượng này cũng gây ít nhiều bất mãn trong giới chức Lào. Hoàng thân Phetsarath Rattanavongsa chủ trương vận động để đưa người Lào lên thay thế người Việt trong hệ thống chính quyền nhưng phía người Pháp không tán thành và cho rằng xứ Lào thưa dân, cần đưa dân từ Bắc Kỳ sang lập nghiệp để cung cấp nhân lực và giảm thiểu nạn nhân mãn ở Đồng bằng sông Hồng. Họ cũng cho là dân Việt hay dân Lào đều là thuộc dân của Pháp nên không cần phân biệt. Việc di dân từ miền duyên hải sang Lào chỉ là việc tự nhiên nên chính quyền cần xúc tiến mở mang đường sá xuyên núi Trường Sơn để khai khẩn đất hoang. Về mặt cai trị người Pháp cũng cho là cần người Việt để vô hiệu hóa ảnh hưởng của Xiêm La trên đất Lào.
Tuy nhiên khi phong trào kháng Pháp của người Việt ngày càng mạnh từ thập niên 1930 trở đi thì người Pháp lại thay đổi lập trường, tìm cách hạn chế ảnh hưởng của người Việt nhân danh bảo vệ dân Lào bản quốc. Người Lào trở thành thành phần thân Pháp và người Việt bị cho là nhóm bài Pháp.
Cộng đồng người Việt tại Lào cũng là đường dây trọng yếu đưa người hoạt động chống Pháp từ Việt Nam thoát sang Thái Lan. Các ngả đường từ Thakhek sang Nakhon Phanom; Savannakhet sang Mukhadan; Viêng Chăn sang Nong Khai đều có người Việt móc nối để đưa người.
Tháng Ba năm 1945 khi vua Bảo Đại tuyên bố Việt Nam độc lập ở Huế hủy bỏ các hiệp ước bảo hộ của Pháp thì người Việt trên khắp nước Lào đã tổ chức tuần hành đón mừng; cụ thể, các thành viên của hiệp hội thanh niên Việt Nam Savannakhet đã diễu hành qua thị trấn, vẫy cờ Húc Nhật Kỳ của Nhật và cờ Đế quốc Việt Nam. Tuy cũng mong muốn độc lập thoát khỏi tay người Pháp, chính giới Lào như Phetsarath nghi ngờ rằng phong trào quốc gia của người Việt sẽ tìm cách sáp nhập vùng Hạ Lào vào Việt Nam.
Khi Pháp mở cuộc tái chiếm Đông Dương thì hàng nghìn người Việt ở Lào vượt sông Mê Kông thoát sang Thái Lan để tránh cuộc càn quét trả đũa của Pháp. Số lượng ước đoán là khoảng 50.000 người bỏ Lào sang tỵ nạn trên đất Thái sau khi tướng Marcel Alessandri điều quân đội lên tái lập nền bảo hộ của Pháp. Khoảng 10.000 người sau đó hồi hương nhưng 40.000 vẫn lưu lại đất Thái vì sau đó tân chính phủ của Vương quốc Lào độc lập thay đổi quyền công dân, liệt nhóm người này là ngoại kiều, không phải quốc tịch Lào nên không cho phép họ về đất Lào. Số lượng người Việt tại Lào vì vậy giảm nhiều.

### Thời kỳ 1945–2000
Sau Đệ nhị Thế chiến với lực lượng cộng sản hoạt động ngày càng mạnh ở Việt Nam, ảnh hưởng chính trị của Hà Nội cũng sinh ra phong trào cộng sản ở Lào với tên Pathet Lào; nhóm này chủ trương dùng chiến tranh du kích chống phá Vương quốc Lào. Dưới sự bảo trợ của Việt Nam Dân chủ Cộng hòa, nhóm Pathet Lào ủng hộ việc Hà Nội dùng lãnh thổ Lào để tiến hành đấu tranh giải phóng miền nam. Vào cuối thập niên 1960 tình báo Hoa Kỳ ước định có khoảng 40.000 quân miền bắc tại Lào. Trong số đó 25.000 điều hành việc xâm nhập vào Nam qua ngả đường mòn Hồ Chí Minh.
Với chiến cuộc ngày càng lan rộng và tình hình an ninh suy sụp, chính quyền Vương quốc Lào nhìn cộng đồng người Việt với con mắt nghi kỵ, vì cho rằng họ là thành phần thân cộng. Khi Pathet Lào tiến chiếm được Viêng Chăn năm 1975, trớ trêu thay người Việt tại Lào cũng lại bị ngược đãi phần vì họ sinh sống bằng các nghề tiểu thương. Số người Việt ở Lào sụt hẳn dưới chính sách bài ngoại. Từ con số 40.000, dân số người Việt giảm xuống còn 15.000. Phần lớn vượt biên thoát ra nước ngoài. Tuy nhiên liên minh chính trị giữa Pathet Lào và Hà Nội không xoay chuyển. Trong cuộc đối đầu giữa Hà Nội và Bắc Kinh, Lào ngả về phía Việt Nam. Vào thập niên 1980 khi vùng biên giới Việt – Hoa luôn có tiếng súng nổ thì có khoảng 50.000 đến 80.000 bộ đội Việt Nam chiếm đóng và hỗ trợ quân Lào, ngăn ngừa Trung Cộng tiếng quân vào Lào. Cũng vào thời gian này với khoảng 7.000 sinh viên Lào đào tạo ở Việt Nam do Hà Nội bảo trợ bắt đầu trở về nước, họ cũng đem theo vợ con người Việt sang Lào, mở đầu cho các đợt di dân tiếp theo từ Việt Nam sang Lào định cư.

### Thế kỷ 21
Những ước tính gần đây về số lượng người Việt tại Lào không đồng nhất. Số liệu năm 2005 do Việt Báo cung cấp là 20.000 người. Một báo cáo năm 2012 của đài Tiếng nói Việt Nam cho rằng có 30.000 người. Trong khi đó theo Ethnologue có 79.000 người nói tiếng Việt tại Lào.
Người Việt sang Lào vào thế kỷ 21 phần lớn là vì kinh tế, chủ yếu là buôn bán. Một số không nhỏ sang lao động ở Lào. Theo bản báo cáo của Hiệp hội các nhà đầu tư Việt Nam sang Lào (AVIL) năm 2016 thì có khoảng 13.000 lao công người Việt tại Lào, phục vụ trong nhiều ngành, từ thủy điện, xây cất, lâm sản, đến đồn điền cao su.

## Phân bố
Theo ước định năm 2005 thì trong số 20.000 người Việt sinh sống trên đất Lào thì 5.000 tập trung ở Viêng Chăn, kế đến là Champasak (5.000), Savannakhet (3.000) và Khammuane (2.000).

## Tổ chức cộng đồng
Ở thủ đô Viêng Chăn của Lào, trường mẫu giáo và tiểu học Nguyễn Du có khoảng 2.000 học sinh cả gốc Việt và gốc Lào, tại đây tiếng Việt được sử dụng làm phương tiện giảng dạy. Ở đây cũng có Tổng hội người Việt Nam tại Lào thường xuyên tổ chức nhiều hoạt động ví dụ như đá bóng giữa người Việt và Lào, cũng như quyên góp làm từ thiện.